# Evangelina (película de 1959)
Evangelina es una película en blanco y negro de Argentina dirigida por Kurt Land sobre el guion de Sergio Waldmann según adaptación de Diego Santillán y Alberto Peyrou que se estrenó el 5 de marzo de 1959 y que tuvo como protagonistas a Ubaldo Martínez, Mónica Legrand, Enrique Chaico y Beatriz Taibo.

## Sinopsis
Una niña huérfana que es llevada a una estancia por su tío termina por ser la maestra de los niños del lugar pese a la oposición de aquel.

## Reparto
- Ubaldo Martínez
- Mónica Legrand
- Enrique Chaico
- Beatriz Taibo
- Pancho Cárdenas
- Ramón Passarini
- Ernesto D'Agostino
- Amalia Sánchez
- José Bermúdez
- Ángel Pita
- Carlos Infante
- Evelyn Land
- Andrés Rivero
- Diana Arias
- Diana Santillán
- Selva (La perra)

## Comentarios
David José Kohon dijo:

”Escasos atractivos…la responsabilidad casi total de su fracaso reside en la labor del director.”

Hellen Ferro la consideró:

”Un film para tías muy solteronas.”

Manrupe y Portela escriben:

”Intento fracasado de convertir en estrella a Mónica Legrand (hija de Silvia con un argumento que bien podría haber filmado su madre veinte años antes y supremacía de fotografía en exteriores.”